# Drosophila annulimana (artgrupp)
Drosophila annulimana är en artgrupp inom släktet Drosophila och undersläktet Drosophila. Artgruppen består av 18 arter. Arterna inom artgruppen finns i den neotropiska regionen och har prickar på mellankroppen.

## Arter inom artgruppen
- Drosophila annulimana
- Drosophila aracataca
- Drosophila aragua
- Drosophila araicas
- Drosophila arapuan
- Drosophila ararama
- Drosophila arassari
- Drosophila arauna
- Drosophila breuerae
- Drosophila caxiuana
- Drosophila gibberosa
- Drosophila intillacta
- Drosophila paratarsata
- Drosophila pseudotalamancana
- Drosophila schineri
- Drosophila talamancana
- Drosophila tarsata
- Drosophila yana